# Bogdan Keyyan
Bogdan Sergeyevich Keyyan (tiếng Nga: Богдан Сергеевич Кейян; sinh ngày 19 tháng 6 năm 2000) là một cầu thủ bóng đá người Nga thi đấu cho FC Kuban-2 Krasnodar.

## Sự nghiệp câu lạc bộ
Anh có màn ra mắt tại Giải bóng đá chuyên nghiệp quốc gia Nga cho FC Kuban-2 Krasnodar vào ngày 4 tháng 4 năm 2018 trong trận đấu với FC Armavir.